# NGC 1592
NGC 1592 este o interacțiune de galaxii situată în constelația Eridanul. A fost descoperită în 14 noiembrie 1835 de către John Herschel. Se află la o distanță de 13 megaparseci de Pământ.